# Marabá Paulista
Marabá Paulista é um município brasileiro do estado de São Paulo. Sua população estimada em 2024 era de 4.627 habitantes.

## História
Marabá Paulista teve sua origem em um povoado do município de Presidente Venceslau, denominado Areia Dourada, formado por diversas fazendas, entre elas Santo Antônio e Ribeirão das Antas.
Em 1938, vários colonos, mormente nordestinos, iniciaram o povoado de Areia Dourada, tendo, na época, a cultura de algodão como sua principal fonte de renda. Com o passar dos anos, além dos nordestinos vieram os comerciantes imigrantes da Espanha, Itália e também do Japão. Seis anos depois, pelo seu grande desenvolvimento e progresso foi elevado a Distrito de Paz.
Marabá Paulista teve muitos fundadores, dentre eles se destacam João Ambrósio, Emiliano Vilanova, Midiseu Coreda, Ênio Pepino, Lúcio Mariano Pero e José Maria da Mota. Ênio Pepino era dono das terras do perímetro urbano de Areia Dourada e fez a doação das terras para a implantação do município. Foi através do Decreto-Lei nº 14.334, de 30 de novembro de 1944, que o povoado foi elevado a Distrito de Paz, com o nome de Areia Dourada. Foi lhe dado este nome porque naquelas localidades podia se encontrar uma grande quantidade de areia.
Foi elevado a município da Comarca de Presidente Venceslau, com sede na vila de Marabá Paulista (ex Areia Dourada) e com território desmembrado do respectivo distrito. Sua instalação aconteceu em 1º de janeiro de 1954.

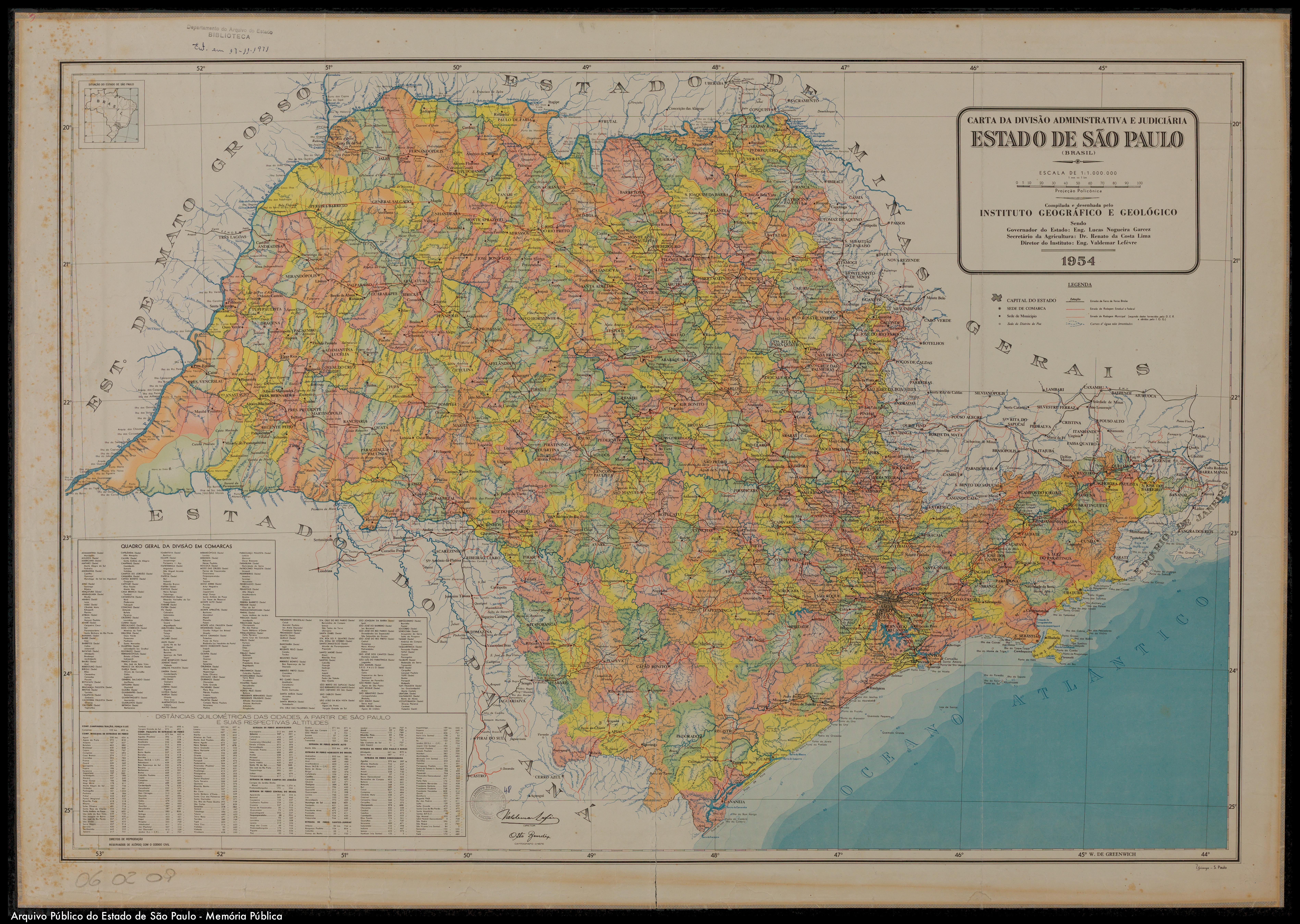
Estado de São Paulo (1953).

Como município ficou constituído de um único distrito: o de Marabá Paulista, que pertence a 102ª Zona Eleitoral.
O primeiro escrutínio realizado no recém-fundado município, elegeu a Lúcio Mariano Pero e Atayde Gomes como prefeito e vice-prefeito respectivamente. Tomaram posse, assim como a primeira legislatura municipal eleita, em 1º de janeiro de 1955, em seção presidida pelo juiz da Comarca de Presidente Venceslau, Francisco Matera.

### Toponímia
A etimologia da palavra "Marabá" é de um vocábulo indígena mayr-abá, que significa filho do estrangeiro com a índia ou ainda, fruto da índia com o branco.
Quando Marabá Paulista foi organizado como município já era emancipado uma outra localidade com este nome: Marabá, no estado do Pará. Não há consenso sobre quem ou o que motivou os habitantes do antigo povoado de "Areia Dourada" a mudar a denominação do local para "Marabá Paulista", no início da década de 1950. Pode, entretanto, ter sido sugestão de um dos antigos membros da comitiva do presidente Getúlio Vargas, que passou por Marabá (Pará) em 1950, em campanha presidencial. Cabe ressaltar que a localidade do norte do Brasil, à época, já era um próspero e estratégico município — impressionando muito a Vargas e sua comitiva —, sendo um fator determinante para a homenagem.

## Demografia

### População
| Crescimento populacional                             | Crescimento populacional | Crescimento populacional | Crescimento populacional |
| Ano                                                  | População Total          |                          | %±                       |
| ---------------------------------------------------- | ------------------------ | ------------------------ | ------------------------ |
| 1958                                                 | 3 920                    |                          | —                        |
| 1960                                                 | 13 490                   |                          | 244,1%                   |
| 1970                                                 | 7 041                    |                          | −47,8%                   |
| 1980                                                 | 3 863                    |                          | −45,1%                   |
| 1991                                                 | 3 494                    |                          | −9,6%                    |
| 2000                                                 | 3 699                    |                          | 5,9%                     |
| 2010                                                 | 4 812                    |                          | 30,1%                    |
| 2022                                                 | 4 573                    |                          | −5,0%                    |
| Est. 2024                                            | 4 627                    | [ 9 ]                    | 1,2%                     |
| Fontes: Censos Demográficos IBGE e Estimativas SEADE |                          |                          |                          |

### Dados demográficos
Dados do Censo - 2000
População total: 3.699
- Urbana: 2.048
- Rural: 1.651
- Homens: 1.915
- Mulheres: 1.784

- Densidade demográfica (hab./km²): 4,03
- Mortalidade infantil até 1 ano (por mil): 20,95
- Expectativa de vida (anos): 68,71
- Taxa de fecundidade (filhos por mulher): 2,74
- Taxa de alfabetização: 83,51%
- Índice de Desenvolvimento Humano (IDH-M): 0,728
- IDH-M Renda: 0,634
- IDH-M Longevidade: 0,729
- IDH-M Educação: 0,820

(Fonte: IPEADATA)

## Geografia
Localiza-se a uma latitude 22º06'29" sul e a uma longitude 51º57'45" oeste, estando a uma altitude de 401 metros. Possui uma área de 917,119 km².

### Reforma agrária
O município, bem como a região do Pontal do Paranapanema, é conhecida pela concentração fundiária e a pobreza no campo. A partir da década de 1980 foram destinadas duas fazendas do município para a reforma agrária. Da Fazenda Areia Branca foram desapropriados pelo Instituto Nacional de Colonização e Reforma Agrária (INCRA) 1.873 hectares em 30 de setembro de 1989. A Fazenda Santo Antonio também foi desapropriada pela Fundação Instituto de Terras do Estado de São Paulo (Itesp) em 1999, onde 73 famílias foram assentadas.

## Infraestrutura

### Comunicações
O sistema de telefones automáticos foi inaugurado na cidade em 1979 pela Telecomunicações de São Paulo (TELESP), que também implantou o sistema de discagem direta à distância (DDD) em 1988 com o código de área (0182).
Na década de 90 o código DDD da cidade foi alterado para (018), para padronização do sistema telefônico com a telefonia celular que estava sendo implantada em todo o estado.

## Esportes
Na prática esportiva do município, destaca-se o futebol, onde a principal refência local é a Sociedade Esportiva Marabaense. Existe também o XV de Novembro Futebol Clube, criado por volta de 1962.

## Religião
O Cristianismo se faz presente na cidade da seguinte forma:

### Igreja Católica
- A igreja faz parte da Diocese de Presidente Prudente.[19]

### Igrejas Evangélicas
- Assembleia de Deus Ministério do Belém.[20][21]
- Congregação Cristã no Brasil.[22]